# Rosario Riccobono

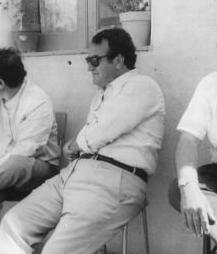
Fotografía de Rosario Riccobono de perfil.

Rosario Riccobono (Palermo, 10 de febrero de 1929 - Palermo, 30 de noviembre de 1982)  fue un miembro de la mafia siciliana. Era el jefe de Partanna Mondello, un barrio de Palermo, su ciudad natal. En 1974 se convirtió en miembro de la  Comisión.

## Traficante de heroína
Estuvo involucrado en el tráfico de heroína a lo largo de los años 70 y se dio a la fuga al final de esa década después de ser sospechoso de haber liderado una operación de contrabando de heroína desde Turquía a través de Sicilia con destino a los Estados Unidos. Su mano derecha era el futuro pentito Gaspare Mutolo, que organizaba los envíos masivos de heroína.
En un cierto momento, en la década de 1980, trataba partidas de media tonelada de heroína procedente de Tailandia junto con Benedetto Santapaola de Catania.

## Segunda guerra de la mafia
Como capo mandamento se convirtió en miembro la Comisión en 1974, el órgano de coordinación de la Cosa Nostra en Sicilia. En un primer momento estaba del lado de importantes traficantes de heroína, como Stefano Bontate, Salvatore Inzerillo y Gaetano Badalamenti que se oponían al creciente poder de Salvatore Riina y los corleonesi. Trató de mantener una posición neutral, pero cayó en un creciente aislamiento, confiando en su alianza con el jefe nominal de la Comisión, Michele Greco, que, sin embargo, secretamente apoyaba a los corleonesi.
Durante la Segunda guerra de la mafia que estalló en 1981 con los asesinatos de Bontate e Inzerillo, Riccobono convenientemente cambió de bando y se alineó con los corleonesi. En nombre de Riina, atrajo a numerosos amigos de Bontate en emboscadas mortales. Uno de los hombres a los que trataron de atrapar era Salvatore Contorno, pero éste estaba siendo buscado por la justicia y había huido. Posteriormente, se convirtió en un pentito, cooperando con el gobierno.

## Asesinado por los corleonesi
Sin embargo, el hecho de haber dado la espalda a sus antiguos aliados hizo de Riccobono un aliado nada fiable, por lo que Riina decidió quitárselo de encima después del ajuste de cuentas con Bontate e Inzerillo. A diferencia de lo que había hecho con otras familias mafiosas, Riina nunca fue capaz de infiltrar a sus hombres en la familia de Riccobono. Riina no podía controlar a Riccobono, y tenía que deshacerse del carismático jefe por diversas necesidades, sobre todo para recompensar a sus aliados de Palermo, a Giuseppe Giacomo Gambino, con partes del territorio que pertenecía a Riccobono.
Riccobono y ocho de sus hombres desaparecieron sin dejar rastro a finales de noviembre de 1982. Fueron atraídos a una cena en la finca de Michele Greco y estrangulados uno por uno en presencia de muchos jefes, como Riina y Bernardo Brusca. El mismo día en Palermo fueron asesinados varios de sus hombres y unos días más tarde su hermano, Vito Riccobono, fue encontrado decapitado en su coche. A los pocos días el círculo de amistades mafiosas de Riccobono fue eliminado. Uno de los pocos sobrevivientes fue el otrora chofer de Riccobono Salvatore Lo Piccolo, quien se convertiría en un jefe mafioso de primera magnitud 24 años después.
Durante un tiempo, la prensa italiana atribuyó a otro enemigo de Riina, Tommaso Buscetta, la responsabilidad de haber extinguido el clan de Riccobono, como venganza por los asesinatos recientes de sus dos hijos. Buscetta en realidad no tenía nada que ver con las muertes de Riccobono y sus hombres; en ese momento estaba escondido en Brasil. Varios informantes habían indicado a Pino Greco como el hombre que personalmente asesinó a Riccobono y que posteriormente había orquestado las ejecuciones de una decena de familiares o cómplices de Riccobono. 
Irónicamente, Rosario Riccobono fue condenado in absentia a cadena perpetua en el Maxi Proceso a pesar de que para entonces ya estaba muerto. Circulaban rumores sobre su muerte a mediados de 1980 pero no fueron confirmados hasta el final de esa década, en particular por las declaraciones del informante Francesco Marino Mannoia.  Su cuerpo nunca fue encontrado.

## Caravaggio
Durante una época Riccobono  se creyó que Riccobono estaba en posesión de la Natividad con San Francisco y San Lorenzo de Caravaggio, una de las más famosas piezas de arte robado.